# Kaci Kullmann Five

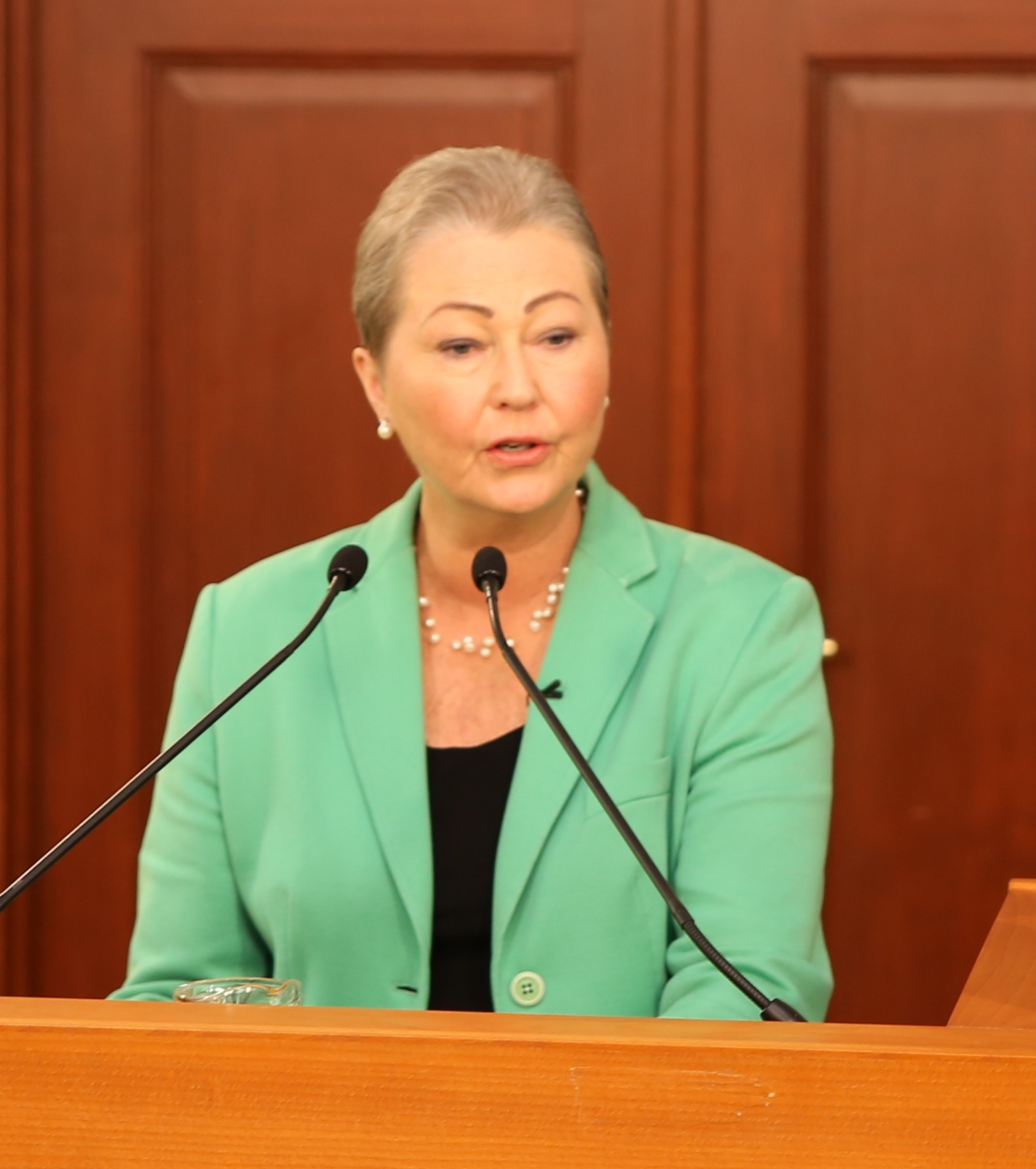
Kaci Kullmann Five
bei einer Pressekonferenz im Vorfeld der Verleihung des Friedensnobelpreises 2016

Karin Cecilie „Kaci“ Kullmann Five (* 13. April 1951 in Oslo; † 19. Februar 2017) war eine norwegische Politikerin der konservativen Partei Høyre. Sie war von 1981 bis 1997 Storting-Abgeordnete und von Oktober 1989 bis November 1990 Handelsministerin. Ab 2003 war sie Mitglied des norwegischen Nobelkomitees und ab 2015 dessen Vorsitzende.

## Leben
Kaci Five wurde als Tochter des Zahnarztes Kjell Kullmann (1925–1996) und der Dentalhygienikerin Anne-Lise Heiberg geboren. Sie studierte Jura, Französisch und Staatswissenschaften an der Universität Oslo und arbeitete zunächst für die norwegische Arbeitgebervereinigung. Sie war mit dem Verleger Carsten O. Five verheiratet.

### Politische Karriere
Five saß von 1975 bis 1981 im Kommunalparlament von Bærum. Von 1977 bis 1979 fungierte sie als Vorsitzende der Jugendorganisation Unge Høyre. Bei der Parlamentswahl 1981 zog sie erstmals in das norwegische Nationalparlament Storting ein. Dort vertrat sie den Wahlkreis Akershus und sie wurde zunächst Mitglied im Finanzausschuss. Nach der Wahl 1985 wechselte sie in den Außen- und Konstitutionsausschuss, wo sie auch nach ihren Wiederwahlen 1989 und 1993 verblieb. In der Zeit von Oktober 1981 bis September 1989 sowie erneut von November 1990 bis September 1996 war sie Teil des Fraktionsvorstands der Høyre-Gruppierung. Dabei diente Five zwischen Oktober 1985 und September 1989 sowie erneut zwischen November 1990 und Mai 1991 als stellvertretende Fraktionsvorsitzende.
Am 16. Oktober 1989 wurde sie zur Handelsministerin, einem Ministerposten im Außenministerium, der Regierung Syse ernannt. Five übte dieses Amt bis zum Ende der Regierungszeit am 3. November 1990 aus. Von 1982 bis 1988 war sie außerdem stellvertretende Vorsitzende ihrer Partei. Im Jahr 1991 wurde sie Nachfolgerin von Jan P. Syse als Vorsitzende der Høyre, was sie bis 1994 blieb.

### Rückkehr in die Wirtschaft
Nach ihrem Ausscheiden aus dem Storting im Jahr 1997 wurde sie Geschäftsführerin des Unternehmens Aker RGI (bis 2002) und Vorstandsmitglied der größten norwegischen Ölgesellschaft Statoil (2002–2007). 2002 gründete sie eine eigene Beratungsfirma. Seit 2003 war sie Mitglied des norwegischen Nobelkomitees und damit an der Auswahl der Friedensnobelpreisträger beteiligt. Nach der Wahl von Henrik Syse, des Sohnes von Jan P. Syse, in das Nobelkomitee ergab sich 2015 eine Mehrheit innerhalb des fünfköpfigen Komitees, die Kullmann Five anstelle des Sozialdemokraten Thorbjørn Jagland zur neuen Vorsitzenden wählte. Da Jagland nicht zurückgetreten war, handelte es sich dabei nach 115 Jahren um einen einmaligen Vorgang.
Bereits im Dezember 2016 überließ die an Krebs erkrankte Five die Verleihung des Friedensnobelpreises ihrer Vertreterin. Am 20. Februar 2017 gab das Nobelkomitee bekannt, dass Kaci Kullmann Five am 19. Februar 2017 im Alter von 65 Jahren an Brustkrebs verstorben ist.